# سانما
سانما (به ژاپنی: サンマ Sanma) (نام علمی:  Cololabis saira) به یکی از انواع پرتوبالگان گفته می‌شود. این نوع ماهی در آشپزی ژاپنی مصرف می‌شود و یکی از انواع سوشی است. به عنوان غذا نمایندهٔ غذاهای محبوب فصل پاییز به شمار می‌آید.